# Boulevard (band)
Boulevard was een Finse band.

## Biografie
De band werd in 1983 opgericht door Kyösti Laihi en Erkki Korhonen. Later werden ook Matti Auranen en Tuomo Tepsa lid van de band. In 1987 nam Boulevard samen met Vicky Rosti deel aan de Finse preselectie voor het Eurovisiesongfestival. Met het nummer Sata salamaa gingen ze met de zegepalm aan de haal, waardoor ze hun vaderland mochten vertegenwoordigen op het Eurovisiesongfestival 1987 in de Belgische hoofdstad Brussel. Daar eindigden ze op de vijftiende plaats. Een jaar later waagde Boulevard opnieuw zijn kans in de Finse preselectie, ditmaal solo. Ook deze keer sleepten ze de eindzege in de wacht. Met het nummer Nauravat silmät muistetaan trokken ze naar het Eurovisiesongfestival 1988 in de Ierse hoofdstad Dublin, alwaar ze op de twintigste plek eindigden. Het is nog steeds de enige Finse act die tweemaal achter elkaar deelnam aan het Eurovisiesongfestival. In 1994 splitte de band.
1961: Laila Kinnunen · 
1962: Marion Rung · 
1963: Laila Halme · 
1964: Lasse Mårtenson · 
1965: Viktor Klimenko · 
1966: Ann-Christine Nyström · 
1967: Fredi · 
1968: Kristina Hautala · 
1969: Jarkko & Laura · 
1971: Markku Aro & Koivistolaiset · 
1972: Päivi Paunu & Kim Floor · 
1973: Marion Rung · 
1974: Carita · 
1975: Pihasoittajat · 
1976: Fredi & The Friends · 
1977: Monica Aspelund · 
1978: Seija Simola · 
1979: Katri Helena · 
1980: Vesa-Matti Loiri · 
1981: Riki Sorsa · 
1982: Kojo · 
1983: Ami Aspelund · 
1984: Kirka · 
1985: Sonja Lumme · 
1986: Kari Kuivalainen · 
1987: Vicky Rosti & Boulevard · 
1988: Boulevard · 
1989: Anneli Saaristo · 
1990: Beat · 
1991: Kaija · 
1992: Pave · 
1993: Katri Helena · 
1994: CatCat · 
1996: Jasmine · 
1998: Edea · 
2000: Nina Åström · 
2002: Laura · 
2004: Jari Sillanpää · 
2005: Geir Rönning · 
2006: Lordi · 
2007: Hanna Pakarinen · 
2008: Teräsbetoni · 
2009: Waldo's People · 
2010: Kuunkuiskaajat · 
2011: Paradise Oskar · 
2012: Pernilla Karlsson · 
2013: Krista Siegfrids · 
2014: Softengine · 
2015: Pertti Kurikan Nimipäivät · 
2016: Sandhja · 
2017: Norma John · 
2018: Saara Aalto · 
2019: Darude feat. Sebastian Rejman · 
2021: Blind Channel · 
2022: The Rasmus · 
2023: Käärijä · 
2024: Windows95Man ·
2025: Erika Vikman